# Erzsébet Viski
Erzsébet Viski (Vác, 22 de febrero de 1980) es una deportista húngara que compitió en piragüismo en la modalidad de aguas tranquilas.
Participó en dos Juegos Olímpicos de Verano, obteniendo en total dos medallas, plata en Sídney 2000 y plata en Atenas 2004, ambas en la prueba de K4 500 m.
Ganó trece medallas en el Campeonato Mundial de Piragüismo entre los años 1998 y 2005, y quince medallas en el Campeonato Europeo de Piragüismo entre los años 1999 y 2005.

## Palmarés internacional
| Juegos Olímpicos   | Juegos Olímpicos             | Juegos Olímpicos  | Juegos Olímpicos |
| Año                | Lugar                        | Medalla           | Competición      |
| ------------------ | ---------------------------- | ----------------- | ---------------- |
| 2000               | Sídney (Australia)           | Medalla de plata  | K4 500 m         |
| 2004               | Atenas (Grecia)              | Medalla de plata  | K4 500 m         |
| Campeonato Mundial |                              |                   |                  |
| Año                | Lugar                        | Medalla           | Competición      |
| 1998               | Szeged (Hungría)             | Medalla de oro    | K4 200 m         |
| 1999               | Milán (Italia)               | Medalla de oro    | K4 200 m         |
| 1999               | Milán (Italia)               | Medalla de oro    | K4 500 m         |
| 2001               | Poznań (Polonia)             | Medalla de oro    | K2 500 m         |
| 2001               | Poznań (Polonia)             | Medalla de oro    | K4 500 m         |
| 2001               | Poznań (Polonia)             | Medalla de oro    | K4 1000 m        |
| 2001               | Poznań (Polonia)             | Medalla de bronce | K1 200 m         |
| 2002               | Sevilla (España)             | Medalla de oro    | K4 500 m         |
| 2002               | Sevilla (España)             | Medalla de bronce | K4 1000 m        |
| 2003               | Gainesville (Estados Unidos) | Medalla de oro    | K4 200 m         |
| 2003               | Gainesville (Estados Unidos) | Medalla de oro    | K4 500 m         |
| 2005               | Zagreb (Croacia)             | Medalla de oro    | K4 1000 m        |
| 2005               | Zagreb (Croacia)             | Medalla de bronce | K1 500 m         |
| Campeonato Europeo |                              |                   |                  |
| Año                | Lugar                        | Medalla           | Competición      |
| 1999               | Zagreb (Croacia)             | Medalla de oro    | K4 500 m         |
| 1999               | Zagreb (Croacia)             | Medalla de plata  | K2 200 m         |
| 1999               | Zagreb (Croacia)             | Medalla de plata  | K4 200 m         |
| 2000               | Poznań (Polonia)             | Medalla de oro    | K4 200 m         |
| 2000               | Poznań (Polonia)             | Medalla de plata  | K2 1000 m        |
| 2000               | Poznań (Polonia)             | Medalla de plata  | K4 500 m         |
| 2001               | Milán (Italia)               | Medalla de oro    | K4 200 m         |
| 2001               | Milán (Italia)               | Medalla de oro    | K4 500 m         |
| 2001               | Milán (Italia)               | Medalla de plata  | K2 200 m         |
| 2002               | Szeged (Hungría)             | Medalla de oro    | K4 500 m         |
| 2002               | Szeged (Hungría)             | Medalla de oro    | K4 1000 m        |
| 2004               | Poznań (Polonia)             | Medalla de plata  | K4 200 m         |
| 2004               | Poznań (Polonia)             | Medalla de plata  | K4 500 m         |
| 2005               | Poznań (Polonia)             | Medalla de plata  | K1 500 m         |
| 2005               | Poznań (Polonia)             | Medalla de plata  | K4 200 m         |